# Optoppen

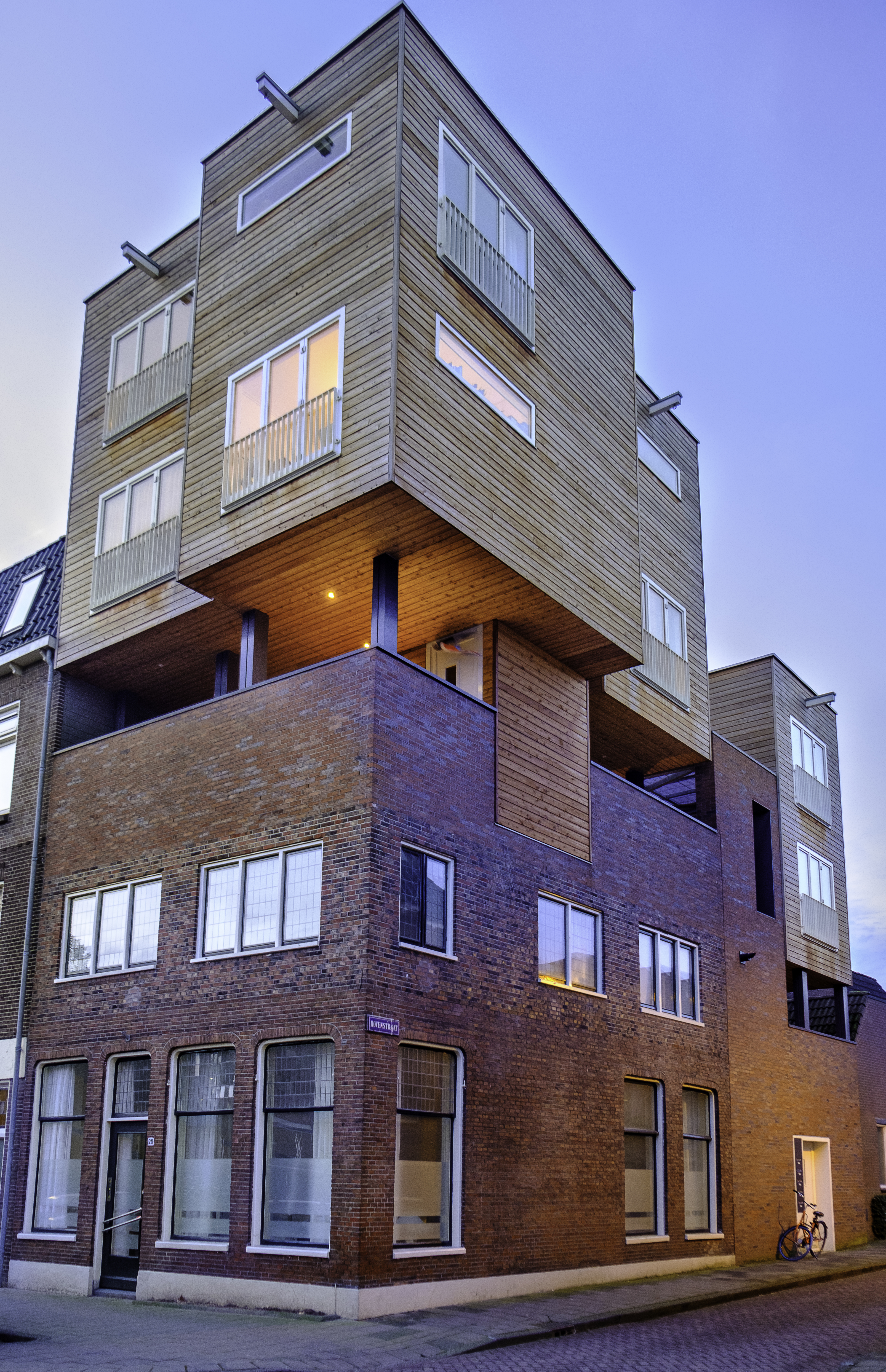
Zogenoemde 'lighthouses' opgetopt op panden aan de Rabenhauptstraat en Hovenstraat in de Nederlandse stad Groningen.

Optoppen is het aanbrengen van een of meerdere nieuwe bouwlagen boven op een bestaand gebouw.
Hierbij wordt veelal gebruikgemaakt van het draagvermogen van de bestaande draagconstructie. De optopping zelf heeft een relatief lichtgewicht constructie van bijvoorbeeld houtskeletbouw of staalskeletbouw.
Bij grote optoppingen wordt de constructie versterkt.
Optoppen wordt toegepast om relatief goedkoop extra ruimte te creëren en/of de uitstraling van een gebouw te verbeteren.